# Jelena Tanasković
Jelena Tanasković, cyr. Јелена Танасковић (ur. 1976 w Belgradzie) – serbska ekonomistka i urzędniczka państwowa, sekretarz stanu w ministerstwach finansów oraz ochrony środowiska, w latach 2022–2024 minister rolnictwa, leśnictwa i gospodarki wodnej.

## Życiorys
Kształciła się w Belgradzie, gdzie ukończyła szkołę średnią i studia ekonomiczne. Pracowała w sektorze handlowo-finansowym, od 2005 była związana zawodowo z działającą przy banku NLB firmą skupującą wierzytelności krótkoterminowe. Później weszła w skład rady nadzorczej towarzystwa ubezpieczeniowego Dunav osiguranje.
Związana z Serbską Partią Postępową. W 2017 dołączyła do administracji miejskiej Belgradu, którą kierował Siniša Mali. Objęła w niej stanowisko sekretarza miasta do spraw finansów. W 2018 burmistrz serbskiej stolicy został ministrem finansów, Jelena Tanasković w tym samym roku została powołana na sekretarza stanu w tym ministerstwie. W 2020 powierzono jej tożsamą funkcję w ministerstwie ochrony środowiska.
W październiku 2022 dołączyła do powołanego wówczas trzeciego rządu Any Brnabić, obejmując w nim stanowisko ministra rolnictwa, leśnictwa i gospodarki wodnej. Urząd ten sprawowała do maja 2024.